# Micheline Coulibaly
Micheline Coulibaly (n. 1950, Xuanc-Lai, Vietnam, d. 19 martie 2003) a fost o scriitoare din Coasta de Fildeș.

## Biografie
S-a născut în Vietnam, dar și-a absolvit studiile în Coasta de Fildeș. În anul 1994 s-a mutat în Mexic, unde a trăit șase ani, iar în 2001 s-a mutat cu familia în Dubai. A scris povestiri, romane și literatură pentru copii.
În anul 1995 i-a fost decernată o mențiune la International Competition for Children's Literature (Competiția internațională pentru literatură pentru copii) organizată de fundația José Marti. 

## Opera
- Embouteillage (Coliziune), povestiri, Abidjan: Edilis (Colecția „Ardeurs Tropicales”), 1992, (144p.) ISBN: 2-909238-00-8
- Les Larmes de cristal (Lacrimi de cristal), roman, Abidjan: Edilis, 2000, (300p.) ISBN: 2-909238-72-5
- Kamba la sorcière (Vrăjitoarea Kamba), roman pentru tineri, Abidjan: Nouvelles Editions Ivoiriennes, 2004, (96p.) ISBN: 2-84487-213-1

### Literatură pentru copii
- Nan la Bossue (Nan cocoșatul),  Abidjan: CEDA, 1988, (np.) ISBN: 2 86394 157 7
- Le Prince et La Souris Blanche (Prințul și șoricelul alb), Abidjan: CEDA, 1988.
- Le Chien, le chat et le tigre (Cîinele, pisica și tigrul), Abidjan: CEDA, 1988
- L'Écureuil et Le Cochon. Ville la Salle (Veverița și porcul. Primăria), Québec: Hurtubise, 1994. (72p.) ISBN: 2 89428 037 8
- Les Confidences de Médor, Abidjan: Edilis (Colecția „Avenir Lecture”), 1996, (72p.) ISBN: 2 909238 09 1
- Kaskou l'intrépide